# World Athletics Relays 2026
Le World Athletics Relays 2026 si svolgeranno a Gaborone, Botswana, il 2 e 3 maggio 2026. I World Athletics Relays di Gaborone vedranno il Botswana ospitare per la prima volta un evento World Athletics Series. La capitale del paese ha ospitato un meeting World Athletics Continental Tour Gold per la prima volta nel 2023 e il Botswana Golden Grand Prix nel 2025, che si terrà a Gaborone il 12 aprile, sarà anch'esso un meeting di livello Gold.